# 姑娘桥停车场
姑娘桥停车场是杭州地铁5号线的停车场，位于萧山区姑娘桥村，彩虹大道和沪昆高速交汇处西南侧。北侧为萧山东互通，南侧为萧绍运河，西侧为杭州地铁、绍兴轨道交通姑娘桥站。